# Kostel Saint-Jean de Montmartre
Kostel Saint-Jean de Montmartre (tj. kostel sv. Jana na Montmartru), též nazývaný kostel Saint-Jean des Abbesses (kostel sv. Jana od Abatyší) je katolický farní kostel v 18. obvodu v Paříži, v ulici Rue des Abbesses. Kostel je zasvěcený svatému Janu Evangelistovi a pojmenován podle kopce Montmartre.

## Historie

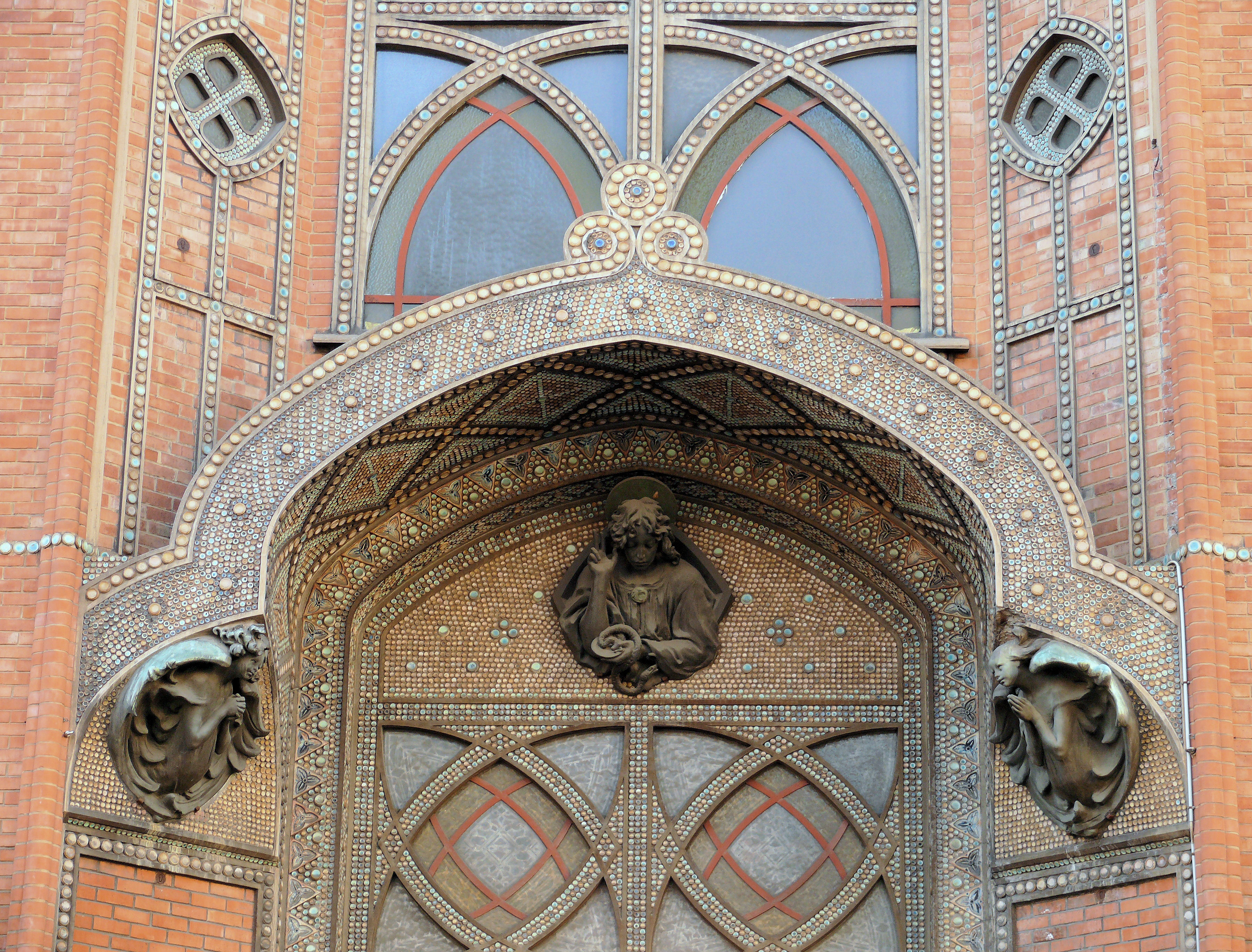
Výzdoba portálu

Výstavba kostela začala v roce 1894, ale kvůli nesplnění stavebních předpisů (stropní kosntrukce měla tloušťku jen 7 cm a pilíře měly průměr 50 cm oproti 25 metrům výšky), bylo zahájeno řízení o demolici, která neproběhla. Stavba byla na dlouhou dobu přerušena a pokračovala až v roce 1902. Roku 1904 byl kostel dokončen. Od roku 1966 je chráněný jako historická památka.

## Architektura
Novogotický kostel byl prvním církevním objektem ve Francii postaveným za použití železobetonu, který byl v exteriéru doplněn cihlami a keramickou výzdobou s vlivem secese. Architekt Anatole de Baudot (1834-1915) použil beton jako hlavní stavební materiál. Hlavní průčelí z cihel je zdobené keramikou.

## Interiér
Vnitřní prostor je členěný na hlavní loď a dvě boční lodě. Tři velké secesní vitráže v hlavní lodi vytvořil Jac Galland podle návrhů Ernesta Pascala Blancharda. Vitráže v chórovém ochozu pocházejí z roku 1901 a představují Ukřižování a čtyři evangelisty.
Bronzové sochy a výzdobu hlavního oltáře vytvořil Pierre Roche (1855-1922). Ten je také autorem reliéfu v tympanonu představující sv. Jana Evangelistu obklopeného dvěma anděly. Z roku 2007 pochází nová křtitelnice.
Zdejší varhany vyrobil Aristide Cavaillé-Coll roku 1852 pro školu Sacré-Cœur de la Ferrandière v Lyonu. Do kostela byly převezeny v roce 1910.